# Lope de Rueda
Lope de Rueda, né à Séville vers 1505-1510 et mort à Cordoue en 1565, est un dramaturge et poète espagnol, le plus important de son époque : selon Cervantes, il fut le premier à tirer le théâtre espagnol de ses langes.
Écrivain très doué, il est l'auteur de comédies, de farces et de pasos. Il est considéré comme l'un des précurseurs du siècle d'or espagnol.